# Kurt Hepperlin
Kurt Oskar Georg Hepperlin (* 16. Juli 1920 in Hammelburg; † 26. Oktober 1992 in Nürnberg) war ein deutscher Bühnen- und Filmschauspieler sowie ein Dokumentarfilmregisseur.

## Leben und Wirken
Der Sohn des Fotografen Oskar Hepperlin besuchte ein Gymnasium und ein Konservatorium, durchlief eine Fotografenlehre und erhielt bei Lilly Ackermann seine Schauspielausbildung. Nach frühen Theaterstationen in Arnstadt und Würzburg wurde Kurt Hepperlin zur Wehrmacht eingezogen und diente als Stuka-Pilot. Nach dem Krieg fand Hepperlin Beschäftigung an Bühnen in Bamberg, Darmstadt, Mainz, Heidelberg, Essen und schließlich Nürnberg. Zu seinen wichtigsten Nachkriegsrollen zählen der Pferdehändler Walther in Gerhart Hauptmanns Fuhrmann Henschel, der Friedrich in William Shakespeares Wie es euch gefällt, der Schinderhannes im gleichnamigen Carl-Zuckmayer-Stück, der Danton in Georg Büchners Dantons Tod, der Werner in Gotthold Ephraim Lessings Minna von Barnhelm und der John Procter in Arthur Millers Hexenjagd.
In seinen späten Lebensjahren führte Hepperlin bei den Florian-Geyer-Spielen in Giebelstadt Regie. In dieser Marktgemeinde wurde nach seinem Ableben eine Kurt-Hepperlin-Straße nach dem Künstler benannt. Auch beim Film und Fernsehen war Kurt Hepperlin tätig. 1948 debütierte er als Filmschauspieler, und in den 1950er Jahren sammelte er erste Erfahrungen als Regieassistent beim Institut für den Wissenschaftlichen Film. Ab 1956 führte Hepperlin Regie bei Dokumentar- bzw. Kulturfilmen. Beim Bayerischen Fernsehen in Würzburg war er als Regisseur und Kameramann tätig. Seit Beginn der 1960er Jahre fand er auch immer mal wieder Beschäftigung in Fernsehproduktionen. Zuletzt sah man Hepperlin zu Beginn der 1980er Jahre in zwei Folgen der ZDF-Reihe Aktenzeichen XY … ungelöst. Als Hörspielsprecher stand er nur gelegentlich vor den Mikrophonen.

## Filmografie
- 1949: Amico
- 1949: Liebe 47
- 1954: Rosen-Resli
- 1955: Solange du lebst
- 1955: Der Major und die Stiere
- 1956: Spuren der Geschichte (Dokumentarfilm-Regie)
- 1957: El Hakim
- 1958: Kannst Du noch aussteigen (Dokumentarfilm-Regie)
- 1959: Jugendburg Feuerstein (Dokumentarfilm-Regie, Drehbuch, Kamera)
- 1959–1960: Nachsitzen für Erwachsene (Fernsehserie)
- 1960: Am grünen Strand der Spree, 2. Teil: Der General (Fernseh-Mehrteiler)
- 1960: Die Friedhöfe (Fernsehfilm)
- 1963: Fernfahrer (Fernsehserie, eine Folge)
- 1965: Die Karte mit dem Luchskopf (Fernsehserie, eine Folge)
- 1966: Conan Doyle und der Fall Edalji (Fernsehfilm)
- 1969: Die Dubrow-Krise (Fernsehfilm)
- 1969: Schrott (Fernsehfilm)
- 1969: Frei bis zum nächsten Mal (Fernsehfilm)
- 1970: Tage der Rache, 1. Teil (Fernsehserie)
- 1970: Josefine Mutzenbacher
- 1971: Das große Projekt (Fernsehfilm)
- 1973: Zwischen den Flügen (Fernsehserie, eine Folge)
- 1973: Mordkommission (Fernsehserie, eine Folge)
- 1977: Drei sind einer zuviel (Fernsehserie, Dauerrolle)
- 1979: Lauter anständige Menschen (Fernsehfilm)

## Hörspiele
- 1956: Edmond About: Stavros & Co. Straßenräuberei en gros - Regie: Karlheinz Schilling
- 1959: Vladimir Nazor: Boshkarina - Regie: Theodor Steiner
- 1969: Gert Friedrich Jonke: Die Funkerzählung: Der Dorfplatz - Regie: Gert Westphal
- 1969: Wiktor Sergejewitsch Rosow: Unterwegs – Bearbeitung und Regie: Gert Westphal